# Človekove pravice v Sovjetski zvezi
Človekove pravice so bile v Sovjetski zvezi zelo omejene. Najbolj omejene so bile v času leninizma in stalinizma, zlasti med leti 1927 in 1953, ko so člani komunistične partije zasedali vse ključne položaje v državnih institucijah in druge organizacije. Svoboda govora je bila zatirana, nestrinjanje pa kaznovano. Neodvisne politične dejavnosti niso bile tolerirane, pa naj je šlo za sodelovanje v svobodnih sindikatih, zasebnih korporacijah, neodvisnih cerkvah ali opozicijskih političnih strankah. Svoboda gibanja znotraj in predvsem zunaj države je bila omejena. Država je močno omejila pravice državljanov do zasebne lastnine. 
Komunistični režim se je obdržal na politični oblasti s pomočjo tajne policije (ČEKA, NKVD) propagande, ki se je širila prek državnih množičnih medijev, kulta osebnosti, omejevanja svobodne razprave in kritike, uporabe množičnega nadzora, političnih čistk in preganjanja določenih skupin ljudi. V novi ustavi iz leta 1977 je bila komunistična partija prvič odprto in uradno razglašena za vodilno silo v državi.
Potem, ko je Sovjetska zveza leta 1953 v okviru Hruščovih reform sprejela v veliki meri manj zatiralsko politiko, so se omejitve človekovih pravic v državi nekoliko zmanjšale: uvedene so bile osnovne človekove pravice, pisateljem in umetnikom je bilo dovoljeno imeti več svobode in iz koncentracijskih taborišč je bilo izpuščenih veliko političnih zapornikov, vendar pa je potovanje v tujino ostalo še vedno strogo nadzorovano. Od leta 1985 so bile omejitve človekovih pravic v državi vedno manjše, ko je zadnji voditelj Mihail Gorbačov sprejel ukrepe za demokratizacijo in smer vladanja premaknil k socialni demokraciji.

## Kršitve človekovih pravic

### Kršenje svobode izražanja
V 30. in 40. letih dvajsetega stoletja so politično represijo izvajale sovjetske tajne policije, OGPU in NKVD. Za zbiranje obveščevalnih podatkov za vlado in poročanje o primerih domnevnega nestrinjanja je bila uporabljena obsežna mreža civilnih obveščevalcev – bodisi prostovoljcev bodisi prisilno rekrutiranih.
Teoretična osnova je bila teorija marksizma o razrednem boju. Izrazi "represija", "teror" in druge močne besede so bili uradni delovni izrazi, saj naj bi diktatura proletariata zatrla odpor drugih družbenih razredov, ki jih je marksizem smatral za antagonistične do razreda proletariata. Pravna podlaga zatiranja je bila formalizirana v členu 58 zakonika Sovjetske zveze in podobnih členih za druge sovjetske republike. V času stalinistične velike čistke je bila razglašena zaostritev razrednega boja v socializmu.

### Kršitve svobodnega literarnega in književnega izražanja
Cenzura v Sovjetski zvezi je bila razširjena in strogo uveljavljena. To je povzročilo Samizdat, tajno kopiranje in distribucijo literature, ki jo je sovjetska komunistična vlada zatrla. Umetnost, literatura, izobraževanje in znanost so bili pod strogim ideološkim nadzorom, saj naj bi služili interesom zmagovitega proletariata. Socialistični realizem je primer takšne teleološko usmerjene umetnosti, ki je spodbujala socializem in komunizem. Vse humanistične in družbene vede so bile preizkušene glede stroge skladnosti z zgodovinskim materializmom. 
Vse naravoslovne znanosti naj bi temeljile na filozofski podlagi dialektičnega materializma. Številne znanstvene discipline, kot so genetika, kibernetika in primerjalno jezikoslovje, so bile v Sovjetski zvezi v nekaterih obdobjih zatirane, obsojene kot "meščanska psevdoznanost". V tridesetih in štiridesetih letih dvajsetega stoletja so bili številni ugledni znanstveniki razglašeni za "uničevalce" ali sovražnike ljudstva in so jih zato zaprli. Nekateri znanstveniki so delali kot zaporniki v Gulagih.
V skladu s sovjetskim kazenskim zakonikom je bila agitacija ali propaganda, ki se je izvajala z namenom oslabitve sovjetske oblasti, ali kroženje gradiva ali literature, ki je obrekovala sovjetsko državo in družbeni sistem, je bilo kaznovano z zaporom od 2 do 5 let; za drugo kaznivo dejanje, kazen od 3 do 10 let.

### Kršitve pravic do glasovanja
Po mnenju komunističnih ideologov je bil sovjetski politični sistem prava demokracija, kjer so delavski sveti (»sovjeti«) predstavljali voljo delavskega razreda. Zlasti sovjetska ustava iz leta 1936 je zagotavljala splošno neposredno volilno pravico s tajnim glasovanjem. Vendar je praksa odstopala od načel. Na primer, vse kandidate so pred demokratizacijo in volitvami marca 1989 izbrale organizacije komunistične partije, v katerih se je udeležba ljudi razlikovala glede na regijo in časovno obdobje. 

### Kršitve ekonomskih pravic
Zasebna lastnina je bila dovoljena z določenimi omejitvami. Nepremičnine so večinoma pripadale državi. Zdravstvena oskrba, stanovanja, izobraževanje in prehrana so bili zagotovljeni z zagotavljanjem polne zaposlenosti in struktur ekonomske blaginje, ki so se izvajale na delovnem mestu.
Vendar ta jamstva v praksi niso bila vedno izpolnjena. Na primer, več kot pet milijonov ljudi je imelo pomanjkanje ustrezne prehrane in je umrlo od lakote med sovjetsko lakoto 1932–1933, eno od največjih sovjetskih lakot. Lakota v letih 1932–1933 je bila predvsem posledica kolektivizacije, ki jo je izvedela Stalinova vladavina.
Ekonomsko varstvo je bilo razširjeno tudi na starejše in invalide z izplačilom pokojnin in nadomestil.

### Kršitve svobode zbiranja in združevanja
Delavci niso smeli organizirati svobodnih sindikatov. Vse obstoječe sindikate je organizirala in nadzirala država. Vse politične mladinske organizacije, kot sta pionirsko gibanje in komsomol, so služile uveljavljanju politike komunistične partije. Sodelovanje v nepooblaščenih političnih organizacijah je lahko povzročilo zaporno kazen. Organizacija v taboriščih je lahko zapornike obsodila tudi na smrtno kazen. 

### Kršitve svobode verskega izražanja
Sovjetska zveza je spodbujala marksistično-leninistični ateizem. Prvi, ki je začel izvajati preganjanje vere v Sovjetski zvezi ter posledično tudi v komunizmu, je bil Vladimir Lenin, ki je v svojih delih izjavil, da vera za ljudi predstavlja opij ljudstva in da jo je treba nujno uničiti. V ta namen je komunistični režim zaplenil cerkveno premoženje, zatiral vero, nadlegoval vernike in v šolah propagiral ateizem. Vendar pa so dejanja do določenih religij določali državni interesi in večina organiziranih religij ni bila nikoli popolnoma prepovedana. 
Nekatera dejanja proti pravoslavnim duhovnikom in vernikom so vključevala mučenje;  pošiljanje v taborišča, delovna taborišča ali duševne bolnišnice. Številni pravoslavci (skupaj z ljudmi drugih ver) so bili podvrženi tudi psihološkemu kaznovanju ali mučenju in eksperimentiranju z nadzorom uma, da bi jih prisilili, da se odrečejo svojim verskim prepričanjem.
Prakticnim pravoslavnim kristjanom je bila prepovedana vidna kariera in članstvo v komunističnih organizacijah (npr. partija in komsomol). Protiversko propagando je odkrito sponzorirala in spodbujala vlada, na kar cerkev ni imela možnosti, da bi se javno odzvala. Semenišča so bila zaprta, cerkvi pa je bilo prepovedano objavljati gradivo. Ateizem je bil propagiran prek šol, komunističnih organizacij in medijev. Ustanovljene so bile organizacije, kot je Društvo brezbožnikov. 

### Kršitve svobode gibanja
Izseljevanje in kakršna koli potovanja v tujino niso bila dovoljena brez izrecnega dovoljenja sovjetske vlade. Ljudje, ki niso smeli zapustiti države in ki so se v sedemdesetih letih 20. stoletja zavzemali za svojo pravico do odhoda, so bili znani kot "zavrženci". Po sovjetskem kazenskem zakoniku je bila zavrnitev vrnitve iz tujine izdaja, zagrožena z zaporom od 10 do 15 let ali smrtno kaznijo z zaplembo premoženja. 
Sistem potnih listov v Sovjetski zvezi je omejeval migracije državljanov znotraj države prek "propiske" (sistema dovoljenja/registracije za prebivanje) in uporabe notranjih potnih listov. V dolgem obdobju sovjetske zgodovine kmetje niso imeli notranjih potnih listov in se niso mogli preseliti v mesta brez dovoljenja. Številni nekdanji zaporniki so prejeli "volčje karte" in so lahko živeli le najmanj 101 km stran od mestnih meja. Potovanja v zaprta mesta in v regije blizu državnih meja Sovjetske zveze so bila močno omejena. Poskus nezakonitega pobega v tujino je bil kaznovan z zaporom od 1 do 3 leta.